# Якубиньская, Ванда
Ванда Якубиньская (пол. Wanda Jakubińska) —  польская актриса театра, кино, радио и телевидения.

## Биография
Ванда Якубиньская родилась 6 июля 1903 года в Радоме. В 1924 году окончила Драматическое отделение у Варшавской консерватории. Актриса театров в Лодзи, Львове и Варшаве. Выступала в радио и в спектаклях «театра телевидения». Умерла 31 мая 1987 года в Западном Берлине.

## Избранная фильмография
- 1938 — Страхи / Strachy
- 1938 — Сердце матери / — Serce matki владелица пансионата
- 1938 — Профессор Вильчур / Profesor Wilczur — мать больного мальчика
- 1938 — Геенна / Gehenna — мать Ани
- 1946 — Запрещённые песенки / Zakazane piosenki — женщина в лагере беженцев
- 1948 — Моё сокровище / Skarb — Ковальская, соседка Маликовой
- 1949 — За вами пойдут другие / Za wami pójdą inni — знакомая матери Анны
- 1950 — Первый старт / Pierwszy start — мать Хани
- 1950 — Две бригады / Dwie brygady — домработница Боровича
- 1952 — Юность Шопена / Młodość Chopina — ханжа на концерте
- 1953 — Дело, которое надо уладить / Sprawa do załatwienia — секретарша начальника
- 1953 — Трудная любовь / Trudna miłość — жена Налепы
- 1953 — Целлюлоза / Celuloza — Ядвига Лопачевская
- 1954 — Автобус отходит в 6.20 / Autobus odjeżdża 6.20 — Ковальская
- 1954 — Валтасаров пир / Uczta Baltazara — крестьянка
- 1956 — Дело пилота Мареша / Sprawa pilota Maresza
- 1956 — Три женщины / Trzy kobiety
- 1958 — Галоши счастья / Kalosze szczęścia — женщина-апостол в Гайд-парке
- 1963 — Кодовое название «Нектар» / Kryptonim Nektar — клозетная
- 1964 — Встреча со шпионом / Spotkanie ze szpiegiem — женщина из Шуварува
- 1964 — Прерванный полёт / Przerwany lot — бабушка
- 1965 — Пепел / Popioły
- 1966 — Ленин в Польше (СССР/ Польша) — пианистка
- 1966 — Ад и небо / Piekło i niebo — бабушка Игнатия Засады
- 1966 — Марыся и Наполеон / Marysia i Napoleon — дама
- 1969 — Варшавские эскизы / Szkice warszawskie — бабушка Юлека

## Признание
- 1955 — Кавалерский крест ордена Возрождения Польши.